# 环北小商品市场
环北小商品市场是杭州已经关闭的一个小商品市场。该市场位于中河北路和凤起路交叉口、中河北路地铁站D出口附近。该市场创立于1982年3月，是浙江最早创立的一批市场之一。最初名为红太阳市场，设立在武林广场浙江展览馆北侧，1997年因为环城北路拓宽施工而搬迁至凤起路，但仍然称作环北小商品市场。2021年被拆迁搬离，不再另立新市场。关停前，市场占地两万多平方米，有近20个分区，三千多个摊位，共上下两层，分别经营服装和百货。

## 历史
1982年3月，环北小商品市场创立于武林广场浙江展览馆北侧，初名红太阳市场。1997年，桐庐人朱宝良购买凤起路上原杭州福华丝织厂的五十余亩土地，并斥资一亿多元建成市场。同年，因为环城北路拓宽施工，环北小商品市场搬迁至凤起路，仍然称作环北小商品市场。该市场为红楼集团旗下产业。2004年，红楼集团出资入股兰州民百，令红楼集团成为兰州民百的第一大股东。
2010年，杭州市政协委员马新荣在杭州两会期间提出环北小商品市场应当尽快搬离杭州市中心。马新荣向媒体表示，环北小商品市场设施陈旧，经常有吵闹斗殴，不适合在市中心地段继续存在，原地段应当改造成高档商住区，但市场内经营户表示不希望搬迁，下城区贸易局表示2010年将会完成改造，远期计划搬迁。
2019年12月，兰州民百收到桐庐县公安局函告称，公司实际控制人朱宝良因个人原因被采取刑事强制措施，消息令兰州民百股价大跌。2019年起，桐庐警方开始悬赏征集朱宝良朱宝良等人的犯罪线索。2020年1月，浙江桐庐县检察院以涉嫌强迫交易罪等罪名批捕朱宝良。兰州民百后改名为丽尚国潮。
2021年4月，杭州市中级人民法院认定朱宝良在经营杭州环北小商品市场、杭州环北丝绸服装城过程中，先后招募一批市场管理、保安，对市场商铺装修实行垄断经营，到2008年形成黑社会性质组织，又以暴力、威胁等手段强迫商户委托杭州浙联货运有限公司运输货物，并阻喝其它物流公司在市场的运营，在期间实施寻衅滋事、强迫交易、敲诈勒索等行为。为此，法院判处朱宝良有期徒刑十八年，剥夺政治权利二年，并处没收个人全部财产。
2021年2月，杭州市规划和自然资源局在网站上公布当年将会征收环北小商品市场土地。5月，拱墅区政府召开媒体发布会称，环北小商品市场将在当年8月15日关停，市场关停后不再另开市场，原有地块将会改为教育用地。随后，杭州环北丝绸服装城、九天环北服装城、杭州浙宝服装城、杭州东大门商品交易中心等市场入场招商。当年7月底，商户基本全部搬离，市场提前关门。